# 1893 a sportban
1893 legfontosabb sporteseményei a következők voltak:

## Események

### Határozott dátumú események
- február 21. – megalakul az Argentin labdarúgó-szövetség.

### Határozatlan dátumú események
- A Nemzetközi Evezős Szövetség (FISA) az olaszországi Ortában megrendezi az első Európa-bajnokságot. (A kor szellemének megfelelően csak férfiak számára egypárevezős, kormányos négyes és nyolcas hajóegységekben.)[1]

## Születések
| Születés       | Név                        | Nemzetiség, sportág, eredmények                                                                              | Halálozás |
| -------------- | -------------------------- | --- | --------- |
| ?              | Jacques Gaittet            | francia válogatott jégkorongozó, olimpikon                                                                   | ?         |
| január 5.      | Johannes Vinther           | olimpiai ezüstérmes dán tornász                                                                              | 1968      |
| január 6.      | Cooney Checkaye            | amerikai amerikaifutball-játékos, edző és csapattulajdonos. A National Football League (NFL) egyik alapítója | 1970      |
| január 15.     | Wilhelm Grimmelmann        | olimpiai bronzérmes dán tornász                                                                              | 1958      |
| január 16.     | Alfred Engelsen            | olimpiai bajnok norvég tornász                                                                               | 1966      |
| január 23.     | Sven-Olof Jonsson          | olimpiai bajnok svéd tornász                                                                                 | 1945      |
| január 30.     | Ingolf Davidsen            | olimpiai ezüstérmes norvég tornász                                                                           | 1946      |
| január 31.     | George Burns               | World Series bajnok amerikai baseballjátékos                                                                 | 1978      |
| február 7.     | Charlie Jamieson           | World Series bajnok amerikai baseballjátékos                                                                 | 1969      |
| február 10.    | Bill Tilden                | US Open, Wimbledon és Roland Garros bajnok amerikai teniszező, International Tennis Hall of Fame-tag         | 1953      |
| február 12.    | Willis Brennan             | amerikai amerikaifutball-játékos                                                                             | 1950      |
| február 12.    | Kristian Madsen            | olimpiai ezüstérmes dán tornász                                                                              | 1988      |
| február 17.    | Wally Pipp                 | World Series bajnok amerikai baseballjátékos                                                                 | 1965      |
| február 19.    | Weldon Wyckoff             | World Series bajnok amerikai baseballjátékos                                                                 | 1961      |
| február 22.    | Ezequiel Montero Román     | spanyol nemzetközi labdarúgó-játékvezető, sportvezető                                                        | ?         |
| március 6.     | Alberto Marcovecchio       | argentin válogatott labdarúgó                                                                                | 1958      |
| március 9.     | Jacobi Roland              | világbajnok magyar asztaliteniszező, teniszező, sportvezető                                                  | 1951      |
| március 9.     | Lefty Williams             | World Series bajnok amerikai baseballjátékos                                                                 | 1959      |
| március 11.    | Charles Delporte           | olimpiai és világbajnok belga vívó                                                                           | 1960      |
| március 11.    | Einar Olsen                | olimpiai ezüstérmes dán tornász                                                                              | 1949      |
| március 12.    | Léopold Clabots            | olimpiai bronzérmes belga tornász                                                                            | ?         |
| március 23.    | Reidar Tønsberg            | olimpiai ezüstérmes norvég tornász                                                                           | 1956      |
| április 4.     | Pete Kilduff               | amerikai baseballjátékos                                                                                     | 1930      |
| április 9.     | Glykais Gyula              | olimpiai és világbajnok magyar kardvívó                                                                      | 1948      |
| április 11.    | Bert McCaffrey             | olimpiai bajnok, Stanley-kupa-győztes kanadai jégkorongozó                                                   | 1955      |
| április 13.    | Roy Walker                 | amerikai baseballjátékos                                                                                     | 1962      |
| április 17.    | Marguerite Broquedis       | olimpiai bajnok és Roland Garros-győztes francia teniszező                                                   | 1983      |
| április 18.    | Violette Morris            | francia atléta, autóversenyző, birkózó, labdarúgó, ökölvívó, súlyemelő                                       | 1944      |
| április 20.    | Édouard Taeymans           | olimpiai bronzérmes belga tornász                                                                            | ?         |
| április 23.    | Rikard Nordstrøm           | olimpiai bronzérmes dán tornász                                                                              | 1955      |
| április 30.    | Breyer Gyula               | magyar sakkmester, magyar bajnok                                                                             | 1921      |
| május 1.       | Niels Erik Nielsen         | olimpiai ezüstérmes dán tornász                                                                              | 1974      |
| május 8.       | Edd Roush                  | World Series bajnok amerikai baseballjátékos, National Baseball Hall of Fame and Museum tag                  | 1988      |
| május 9.       | Percy Nicklin              | / kanadai-brit olimpiai bajnok, világbajnoki ezüstérmes és Európa-bajnok jégkorongedző                       | 1973      |
| május 10.      | Négyesy György             | sakkolimpiai bajnok magyar sakkmester                                                                        | 1992      |
| május 15.      | Hans Trier Hansen          | olimpiai ezüstérmes dán tornász                                                                              | 1980      |
| május 26.      | Dynes Pedersen             | olimpiai ezüstérmes dán tornász                                                                              | 1960      |
| június 6.      | Szalay Sándor              | világbajnoki ezüst- és bronzérmes, Európa-bajnok magyar műkorcsolyázó, olimpikon                             | 1965      |
| június 9.      | Irish Meusel               | World Series bajnok amerikai baseballjátékos                                                                 | 1963      |
| június 28.     | Léon Bronckaert            | olimpiai bronzérmes belga tornász                                                                            | ?         |
| július 9.      | Turner Barber              | amerikai baseballjátékos                                                                                     | 1968      |
| július 12.     | Ernest Cadine              | olimpiai bajnok francia súlyemelő                                                                            | 1978      |
| július 27.     | Ugo Agostoni               | olasz országútikerékpár-versenyző                                                                            | 1941      |
| augusztus 6.   | Arnaldo Andreoli           | olimpiai bajnok olasz tornász                                                                                | 1952      |
| augusztus 15.  | Jack Hatfield              | olimpiai ezüst- és bronzérmes brit úszó és vízilabdázó                                                       | 1965      |
| augusztus 15.  | Vilém Goppold von Lobsdorf | cseh vívó, olimpikon                                                                                         | 1945      |
| augusztus 10.  | Carlo Costigliolo          | olimpiai bajnok olasz tornász                                                                                | 1968      |
| augusztus 28.  | Giovanni Mangiante         | olimpiai bajnok olasz tornász                                                                                | 1957      |
| szeptember 5.  | Johannes Birk              | olimpiai ezüstérmes dán tornász                                                                              | 1961      |
| szeptember 9.  | Walt Kinney                | amerikai baseballjátékos                                                                                     | 1971      |
| szeptember 13. | Mike McNally               | World Series bajnok amerikai baseballjátékos                                                                 | 1965      |
| szeptember 15. | Speed Martin               | amerikai baseballjátékos                                                                                     | 1983      |
| szeptember 29. | Dutch Ruether              | World Series bajnok amerikai baseballjátékos                                                                 | 1970      |
| október 6.     | Pat Duncan                 | World Series bajnok amerikai baseballjátékos                                                                 | 1960      |
| október 7.     | Alan Williams              | olimpiai bajnok amerikai rögbijátékos és mérnök                                                              | 1984      |
| október 12.    | George Hodgson             | olimpiai bajnok kanadai úszó                                                                                 | 1983      |
| október 15.    | Uhlyárik Jenő              | olimpiai ezüstérmes magyar vívó, sportvezető, honvédtiszt                                                    | 1974      |
| október 16.    | Arthur Hermann             | olimpiai ezüst- és bronzérmes francia tornász                                                                | 1958      |
| október 21.    | Fabian Biörck              | olimpiai bajnok svéd tornász                                                                                 | 1977      |
| október 25.    | Vic Aldridge               | World Series bajnok amerikai baseballjátékos                                                                 | 1973      |
| november 5.    | Georges Lagouge            | olimpiai bronzérmes francia tornász                                                                          | 1970      |
| november 19.   | Léon Delsarte              | olimpiai ezüst- és bronzérmes francia tornász                                                                | 1963      |
| december 19.   | Paul Strand                | World Series bajnok amerikai baseballjátékos                                                                 | 1974      |
| december 20.   | Vilhelm Lange              | olimpiai bajnok dán tornász                                                                                  | 1950      |
| december 21.   | Georges Buchard            | olimpiai és világbajnok francia párbajtőrvívó                                                                | 1987      |

## Halálozások
| Halálozás     | Név          | Nemzetiség, sportág, eredmények | Születés |
| ------------- | ------------ | ------------------------------- | -------- |
| március 27.   | John Roberts | walesi biliárdjátékos           | 1823     |
| augusztus 29. | Frank Heifer | amerikai baseballjátékos        | 1854     |
| október 10.   | Lip Pike     | amerikai baseballjátékos        | 1845     |